# Мучі
Мучі́ (рос. Мучи) — присілок в Ігринському районі Удмуртії, Росія.

## Населення
Населення — 31 сооба (2010; 53 в 2002).
Національний склад станом на 2002 рік:
- удмурти — 90 %

## Урбаноніми[3]
- вулиці — 60 років Перемоги